# David Kenyon Webster

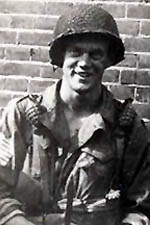
David Webster in Eindhoven am 17. September 1944

David Kenyon Webster (* 2. Juni 1922; seit 9. September 1961 verschollen) war ein amerikanischer Journalist, Schriftsteller und Soldat. In der Miniserie Band of Brothers wird er von Eion Bailey dargestellt.

## Leben
David Webster wurde am 2. Juni 1922 in New York geboren und besuchte eine Schule in Watertown (Connecticut). Bevor er 1942 zu den Fallschirmjägern der 101st Airborne Division ging, studierte er englische Literatur an der Harvard University. Daher kamen seine Spitznamen Einstein und Professor.
Nach der Ausbildung zum Fallschirmjäger bei der F-Kompanie sprang Webster am 6. Juni 1944 mit der E-Kompanie des 506th Parachute Infantry Regiment in der Normandie ab und nahm an dem anschließenden Angriff auf Carentan teil. Im September 1944 sprang Webster im Rahmen der Operation Market Garden über Holland ab und wurde am 5. Oktober 1944 bei einem Gefecht gegen die Einheiten der Waffen-SS am Bein verwundet. Nach dieser Verwundung kam er in ein Lazarett in England und kehrte im Februar 1945 zurück zur E-Kompanie, in der er den Rest des Krieges diente.
Nach dem Zweiten Weltkrieg beendete Webster sein Studium und arbeitete als Journalist beim Wall Street Journal und den Los Angeles Daily News. Außerdem war er sehr interessiert an Haien. Er schrieb unter anderem das Buch „Myth and Maneater: The Story of the Shark.“ Am 9. September 1961 fuhr Webster vor die Küste von Santa Monica und verschwand. Er gilt seitdem als vermisst. David Webster hinterließ eine Ehefrau und drei Kinder.

## Auszeichnungen
- Bronze Star
- Purple Heart mit Oak Leaf Cluster
- Good Conduct Medal
- European-African-Middle Eastern Campaign Medal mit Arrowhead und vier Service Stars
- World War II Victory Medal
- Army of Occupation Medal
- Presidential Unit Citation mit Oak Leaf Cluster
- Combat Infantryman Badge
- Parachutist Badge mit zwei Jump Stars